# 王秉恩 (广东按察使)
王秉恩（1845年—1928年），字雪澄、雪澂、雪塵、雪岑、雪庈等，號東西南北之人，另號息塵盦主。成都人。

## 生平
師從張之洞，提調廣雅書局。同治十二年癸酉舉人。歷任廣東布政司、廣東知府、貴州按察使，宦蹟遍各地。官至廣東按察使。善行隸。光緒五年（1879年）於貴陽刻《書目答問》，改正原刻二百八十餘處。
1923年8月，與柯劭忞、陈三立、辜鸿铭、叶尔恺、郑孝胥、朱祖谋、陶葆廉、李孺、章钰、宝熙、王季烈、张美翊、徐乃昌、陈曾矩、陈毅、金梁、刘承干、王国维、罗振玉等20人联名发起成立東方學會。有《北宋汴學篆隸二體石經跋》、《平黔紀略》、《王秉恩日記手稿》等。